# Campeonato Acriano de Futebol de 2025
O Campeonato Acreano de Futebol de 2025 – Série A foi a 98.ª edição da principal divisão do futebol acreano e a 77.ª organizada pela Federação de Futebol do Estado do Acre (FFAC).

## Regulamento
O formato da disputa da competição estadual, (Acreanão Série A de 2025) foi definida por meio de votações das diretorias dos clubes participantes. Os oito clubes vão se enfrentam todos eles em turno único na tabela da primeira fase, os quatro primeiros colocados da classificação inicial, avançam para semifinal já os dois últimos colocados na classificação inicial serão rebaixadas para o Acreanão Série A de 2025, FFAC ainda não planejou quantos clubes serão rebaixadas, pois neste mesmo regulamento dependerá da quantidade de clubes participantes, caso participe cinco ou mais clubes, serão distribuídos duas vagas para o acesso e duas para o descenso na elite estadual acriana, caso tenha menos de cinco clubes, apenas um clube será promovido e um será rebaixado da primeira divisão.
A semifinal ocorreu em partidas únicas, onde decidiu as duas vagas para final, a grande final será disputada em partida única, o clube que possui melhor classificação será o mandante da disputa, que nesta partida será determinado o campeão do Acreanão Série A de 2025.
A competição estadual premiará os clubes com vagas na Copa do Brasil 2026, Brasileirão Série D 2026 e Copa Verde 2026.
| Primeira fase |
| --- |
| A Primeira fase foi disputada em formato de pontos corridos em turno único, os clubes que terminassem entre o primeiro e o quarto lugar estariam classificados para segunda fase ou semifinal, do Campeonato Acreano de Futebol Profissional Série A de 2025, após término da primeira fase, foi definida e composto pelos dois últimos colocados clubes que obtiverem o menor número de pontos ganhos, as equipes serão rebaixadas para o Campeonato Acreano de Futebol Profissional Série B de 2025 |

| Segunda fase ou Semifinal |
| --- |
| A segunda fase ou semifinal, foi disputada pelos 4 clubes classificados da primeira fase, disputaram suas vagas na final em confrontos eliminatórias, que ocorreram em partidas únicas, se a partida estiver empatada ao término do tempo regulamentar, os clubes estiveram empatados no agregado da soma do placares, a decisão seria através das cobranças de pênaltis, de acordo com os critérios adotados pela IFAB e FIFA. |

| Teceira fase ou Final |
| --- |
| A grande do final do Acreanão Série A de 2025, foi disputada em uma única partida o clube com melhor campanha na primeira fase e semifinal, será o mandante da partida da final, se a partida estiver empatada ao término do tempo regulamentar, os clubes estiveram empatados no agregado da soma dos placares, a decisão será através das cobranças de pênaltis, de acordo com os critérios adotados pela IFAB e FIFA. 1. Confrontos foram organizadas dessa seguinte forma; 2. • 1° Colocado vs 4° Colocado 3. • 2° Colocado vs 3° Colocado |

| Rebaixamento, promoção com dois clubes ou somente um clube ? |
| --- |
| Números de clubes com acesso; Caso o Acreanão Série B de 2025 tivesse a básica participação de cinco clubes, seriam promovidos dois clubes para o Acreanão Série A de 2026, e rebaixados dois clubes para o Acreanão Série B de 2025. Número inferior de clubes; Caso o número de clubes participantes do Acreanão Série B de 2025, fosse inferior a cinco clubes participantes, o acesso para Acreanão Série A de 2026 e descenso para Acreanão Série B de 2025, seria limitada a somente um clube que seria promovido, seja classificado pela fórmula de regulamentação estadual. |

| Critérios de Desempate |
| --- |
| Em caso de empate em pontos ganhos entre duas ou mais equipes ao final de cada turno, o desempate, para efeito de classificações seria efetuado observado-se os seguintes critérios de desempates abaixo; 1. Maior número de vitórias; 2. Maior número de saldo de gols; 3. Menor número de gols sofridos; 4. Vencedor em confrontos diretos; 5. Menor número de cartões vermelhos; 6. Menor número de cartões amarelos; 7. Disputa de pênaltis se o placar agregado estiver empatado ao término do tempo regulamentar; |

| Classificações nacionais e regional |
| --- |
| O campeão e vice-campeão do Acreanão Série A de 2025, encaminharam as respectivas vagas nacionais e regional, estas organizadas pela CBF, os dois clubes finalistas serão representantes do Acre na Copa do Brasil, Brasileirão Série D e Copa Verde, cabendo a qual a entidade máxima do futebol acreano organizacional (FFAC) está disponível para logística das partidas. |

## Equipes participantes

### Rebaixados em 2024
| \| Pos. \| Rebaixado da Primeira Divisão de 2024 \| \| ---- \| ------------------------------------- \| \| 9º \| Atlético Acreano \| \| 10º \| Náuas \| \| 11º \| Andirá \| |                                       |
| Pos. | Rebaixado da Primeira Divisão de 2024 |
| 9º | Atlético Acreano                      |
| 10º | Náuas                                 |
| 11º | Andirá                                |

## Direitos de transmissão
A TV Gazeta, afiliada da Rede Record no Acre, garantiu em 2025 os direitos de transmissão da competição por duas temporadas. A emissora firmou contrato para exibir uma partida por rodada, sempre aos sábados, a partir das 15 horas.

## Primeira fase
| Pos | Equipe            | Pts | J | V | E | D | GP | GC | SG  | Classificação ou descenso    |   | VAC | ADE | IND | GAL | HUM | RBR | SAF | PLC |
| --- | ----------------- | --- | - | - | - | - | -- | -- | --- | ---------------------------- | - | --- | --- | --- | --- | --- | --- | --- | --- |
| 1   | Vasco-AC          | 17  | 7 | 5 | 2 | 0 | 13 | 5  | +8  | Fase Final                   |   | —   | 2–0 | –   | 1–0 | 2–1 | 3–3 | 1–0 | –   |
| 2   | ADESG             | 14  | 7 | 4 | 2 | 1 | 13 | 8  | +5  | Fase Final                   |   | –   | —   | –   | 3–2 | –   | –   | 1–0 | 6–2 |
| 3   | Independência     | 12  | 7 | 3 | 3 | 1 | 12 | 4  | +8  | Fase Final                   |   | 0–3 | 1–1 | —   | –   | –   | 3–0 | 5–0 | 3–0 |
| 4   | Galvez            | 11  | 7 | 3 | 2 | 2 | 14 | 9  | +5  | Fase Final                   |   | –   | –   | 0–0 | —   | 2–2 | –   | –   | 3–2 |
| 5   | Humaitá           | 10  | 7 | 2 | 4 | 1 | 12 | 8  | +4  |                              |   | –   | 1–1 | 0–0 | –   | —   | 3–2 | 4–0 | 1–1 |
| 6   | Rio Branco-AC     | 7   | 7 | 2 | 1 | 4 | 13 | 16 | −3  |                              | – | 0–1 | –   | 1–6 | –   | —   | 2–0 | –   |     |
| 7   | São Francisco-AC  | 3   | 7 | 1 | 0 | 6 | 3  | 16 | −13 | Rebaixados à Série B de 2025 |   | –   | –   | –   | 0–1 | –   | –   | —   | 3–2 |
| 8   | Plácido de Castro | −1  | 7 | 0 | 2 | 5 | 8  | 22 | −14 | Rebaixados à Série B de 2025 |   | 1–1 | –   | –   | –   | –   | 0–5 | –   | —   |

1. ↑  O Plácido de Castro foi punido com a perda de 3 pontos pela escalação irregular do jogador Luiz Somera Melo.[8]

## Fase final
Em itálico, as equipes que possuem o mando de campo no confronto; em negrito as equipes vencedoras.
|  | Semifinais          | Semifinais          | Semifinais |        |               | Final         | Final | Final |  |
|  |                     |                     |            |        |               |               |       |       |  |
|  | ADESG               | ADESG               | 0 (3)      |        |               |               |       |       |  |
|  | ADESG               | ADESG               | 0 (3)      |        |               |               |       |       |  |
|  | Independência (pen) | Independência (pen) | 0 (4)      |        |               |               |       |       |  |
|  | Independência (pen) | Independência (pen) | 0 (4)      |        | Independência | Independência | 3     |       |  |
|  |                     |                     |            |        | Independência | Independência | 3     |       |  |
|  |                     |                     | Galvez     | Galvez | 1             |               |       |       |  |
|  | Vasco-AC            | Vasco-AC            | Galvez     | Galvez | 1             | 1 (4)         |       |       |  |
|  | Vasco-AC            | Vasco-AC            |            |        |               |               |       |       |  |
|  | Galvez (pen)        | Galvez (pen)        | 1 (5)      |        |               |               |       |       |  |

## Estatísticas

### Artilharia
| Pos. | Jogador  | Equipe           | Gols |
| ---- | -------- | ---------------- | ---- |
| 1    | Cassiano | Rio Branco-AC    | 8    |
| 2    | Aldair   | Humaitá          | 6    |
| 3    | Daniego  | Galvez           | 5    |
| 4    | Anderson | Independência    | 3    |
| 4    | Manga    | Vasco-AC         | 3    |
| 4    | Ryan     | São Francisco-AC | 3    |

## Premiação
| Acreanão Série A de 2025              |
| ------------------------------------- |
| Independência Bicampeão (13.º título) |

## Classificação geral
| Pos | Equipe            | Pts | J | V | E | D | GP | GC | SG  | Classificação ou descenso                                                                           |
| --- | ----------------- | --- | - | - | - | - | -- | -- | --- | --------------------------------------------------------------------------------------------------- |
| 1   | Independência     | 16  | 9 | 4 | 4 | 1 | 15 | 5  | +10 | Campeão e classificado para à Copa do Brasil de 2026, Brasileirão Série D 2026 e Copa Verde 2026    |
| 2   | Galvez            | 12  | 9 | 3 | 3 | 3 | 16 | 13 | +3  | Vice-campeão classificado para à Copa do Brasil de 2026, Brasileirão Série D 2026 e Copa Verde 2026 |
| 3   | Vasco-AC          | 18  | 8 | 5 | 3 | 0 | 14 | 6  | +8  | |
| 4   | ADESG             | 15  | 8 | 4 | 3 | 1 | 13 | 8  | +5  | |
| 5   | Humaitá           | 10  | 7 | 2 | 4 | 1 | 12 | 8  | +4  | |
| 6   | Rio Branco-AC     | 7   | 7 | 2 | 1 | 4 | 13 | 16 | −3  | |
| 7   | São Francisco-AC  | 3   | 7 | 1 | 0 | 6 | 3  | 16 | −13 | Rebaixados à Série B de 2025                                                                        |
| 8   | Plácido de Castro | −1  | 7 | 0 | 2 | 5 | 8  | 22 | −14 | Rebaixados à Série B de 2025                                                                        |

1. ↑  O Plácido de Castro foi punido com a perda de 3 pontos pela escalação irregular do jogador Luiz Somera Melo.[9]